# Турчанинов, Фёдор Евграфович
Фёдор Евграфович Турчанинов (8 [20] апреля 1877, Короча, Курская губерния — 1959, Харбин) — русский военный командующий, инженер-железнодорожник и штабной офицер, подполковник (с 1916), старший инспектор железнодорожных войск. С 1920-х годов Харбинский церковный деятель.

## Биография
Родился 8 (20) апреля 1877 года в городе Короча, Курская губерния. Из потомственных дворян.

### Образование
В 1896 году окончил Нижегородский кадетский корпус.
В 1898 году окончил по I разряду Александровское военное училище в Москве, готовившее офицеров пехоты.
В 1911 году окончил вольнослушателем Офицерскую железнодорожную школу (Среднеазиатская железная дорога).

### Служба в армии
8 августа 1898 года был зачислен лейб-гвардии Резервный полк.
18 октября 1899 переведен в лейб-гвардии Резервный пехотный стрелковый полк.
14 января 1904 года зачислен в запас гвардейской пехоты по Санкт-Петербургскому уезду.
10 марта 1904 года зачислен в 4-й железнодорожный батальон.
С 1909 года служил в Штабе фельдмаршала Гурко у станции «Яблонна», близ города Варшава.
Был в командировке в Германии.
3 февраля 1914 года переведен в 3-й Заамурский железнодорожный полк, капитан пограничной стражи
С 1916 года воевал — Кавказский фронт Первой мировой войны, старший прораб 1-го участка Кавказского фронта и Старший Адъютант при Управлении Военных сообщений Особого корпуса.
22 мая 1916 года направлен в 6-й Заамурский железнодорожный батальон. Подполковник, командир I батальона.

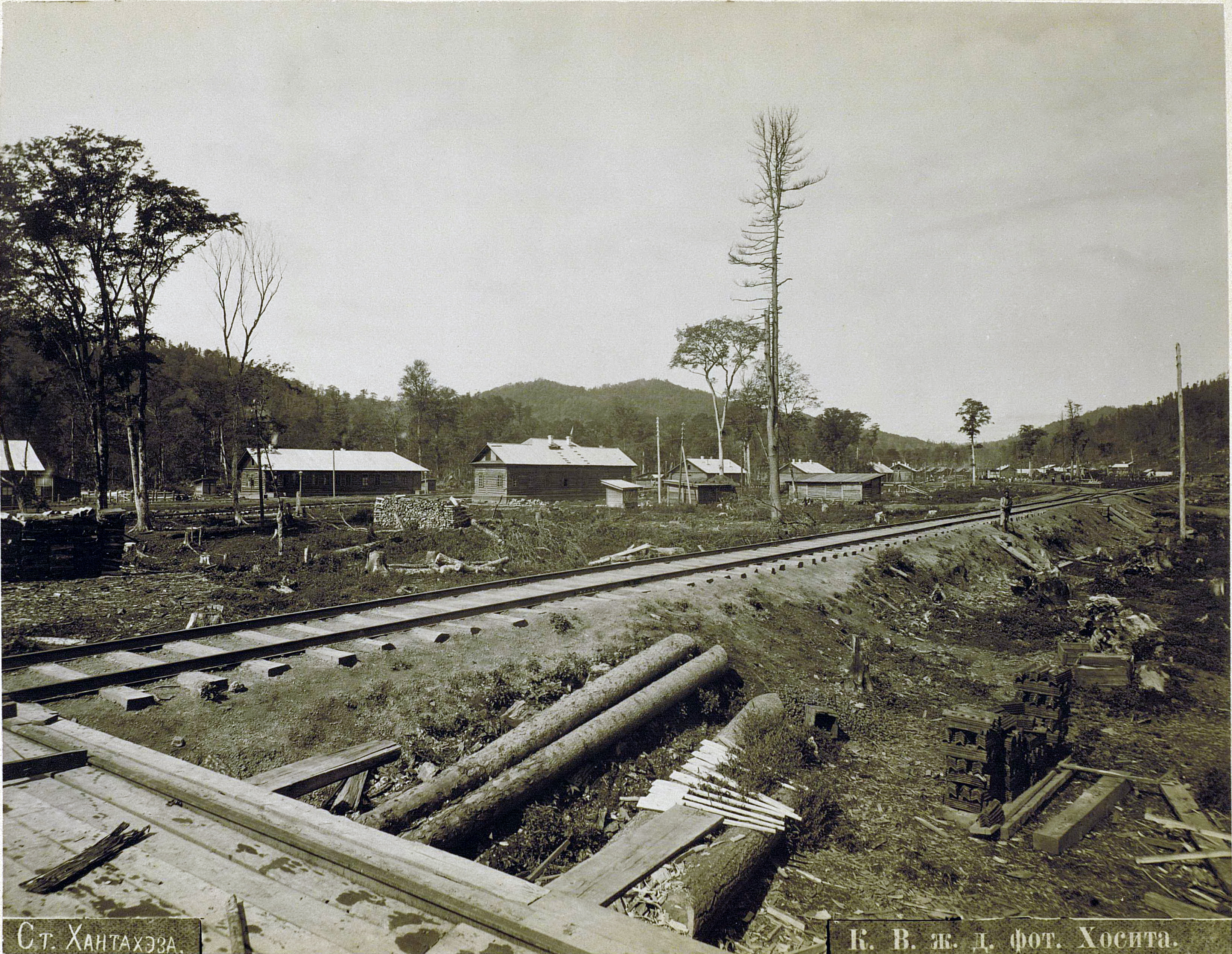
Станция Ханьдаохэцзы на КВЖД, где служил Ф. Е. Турчанинов

Начальник хозяйственной части (1916—1917) в районе на станции Ханьдаохэцзы, Китайско-Восточная железная дорога (КВЖД).
В 1917—1918 годах на должности — старший инженер Управления отдельного руководителя.
В 1902, 1904 и 1913 годах был в длительных отпусках.
Белая армия
В начале 1918 года приезжал на родину в город Короча, затем отправился в Харьков, в войска Добровольческой Армии.
20 июля 1919 прибыл на госпитальном судне «Кальян» на службу в войска Северной Области из лагеря в городе Ньюмаркет (Англия). Назначен в Сигнальную Школу.
14 августа 1919 года убыл в распоряжение Генерал-Квартирмейстера Штаба Верховного Главнокомандующего в Сибирь.

### Жизнь в Маньчжурии
С 1911 года служил на КВЖД в Маьчжурии.
В 1919 году прибыл из Новониколаевска (переименован в Новосибирск) в государство Маньчжоу-Го, имущества не имел, командовал ротой.
Уволился из армии в августе 1921 года.

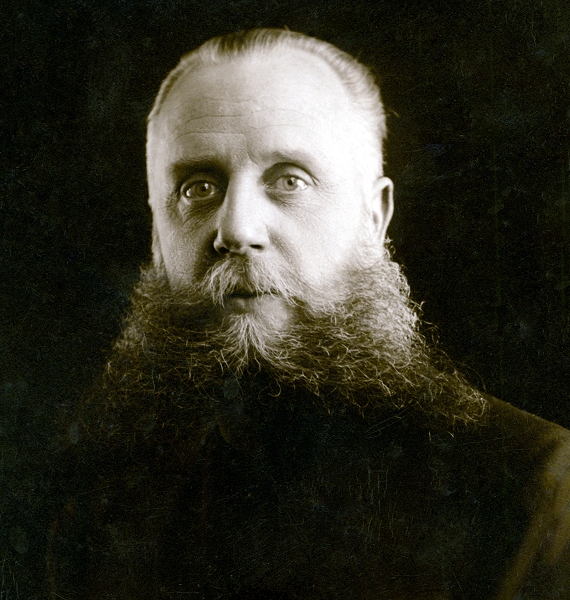
Турчанинов Ф. Е., 1929

По политическим убеждениям — монархист, с 1934 года состоял в Русском Общевоинском Союзе (РОВС).
Староста Свято-Алексиевского храма (Алексеевская церковь (Харбин))
В 1939 году работал в редакции журнала «Хлеб Небесный».
В 1942 году был секретарём «Союза благотворительных столовых и Столовых домашних обедов» при Главном Бюро по делам российских эмигрантов в Маньчжурской империи.
3 марта 1944 года Леонил Викторов дал ему такую характеристику для Бюро по делам российских эмигрантов:

В прошлом кадровый офицер. Человек интеллигентный, воспитанный, честный. Одно время занимал должность заведующего Серафимовской столовой, но ввиду преклонного возраста с одной стороны и той нездоровой обстановкой, которая сложилась в Серафимовской столовой пришлось ему эту службу оставить. Сейчас он живёт там же выполняя кое какие поручения Владыки за это имеет угол и стол. Под хорошим руководством может работать прилично. По своим душевным качествам человек добрый, отзывчивый. Любит поговорить. С своей стороны прошу Отдел об определении его куда нибудь на службу ибо он материально абсолютно необеспеченный человек.
С 1944 года работал дежурным телефонистом при Бюро по делам российских эмигрантов.
Скончался в Харбине
По некоторым данным:

Бывший полковник царской армии. Член ревизионной комиссии Свято-Николаевского собора в Харбине в 1937—1943 годах. Пел на левом клиросе собора. Был старостой церкви на Зелёном базаре Харбина. Проживал во дворе Иверской церкви. Скончался в 1959 году. Похоронен на Успенском кладбище.

## Семья

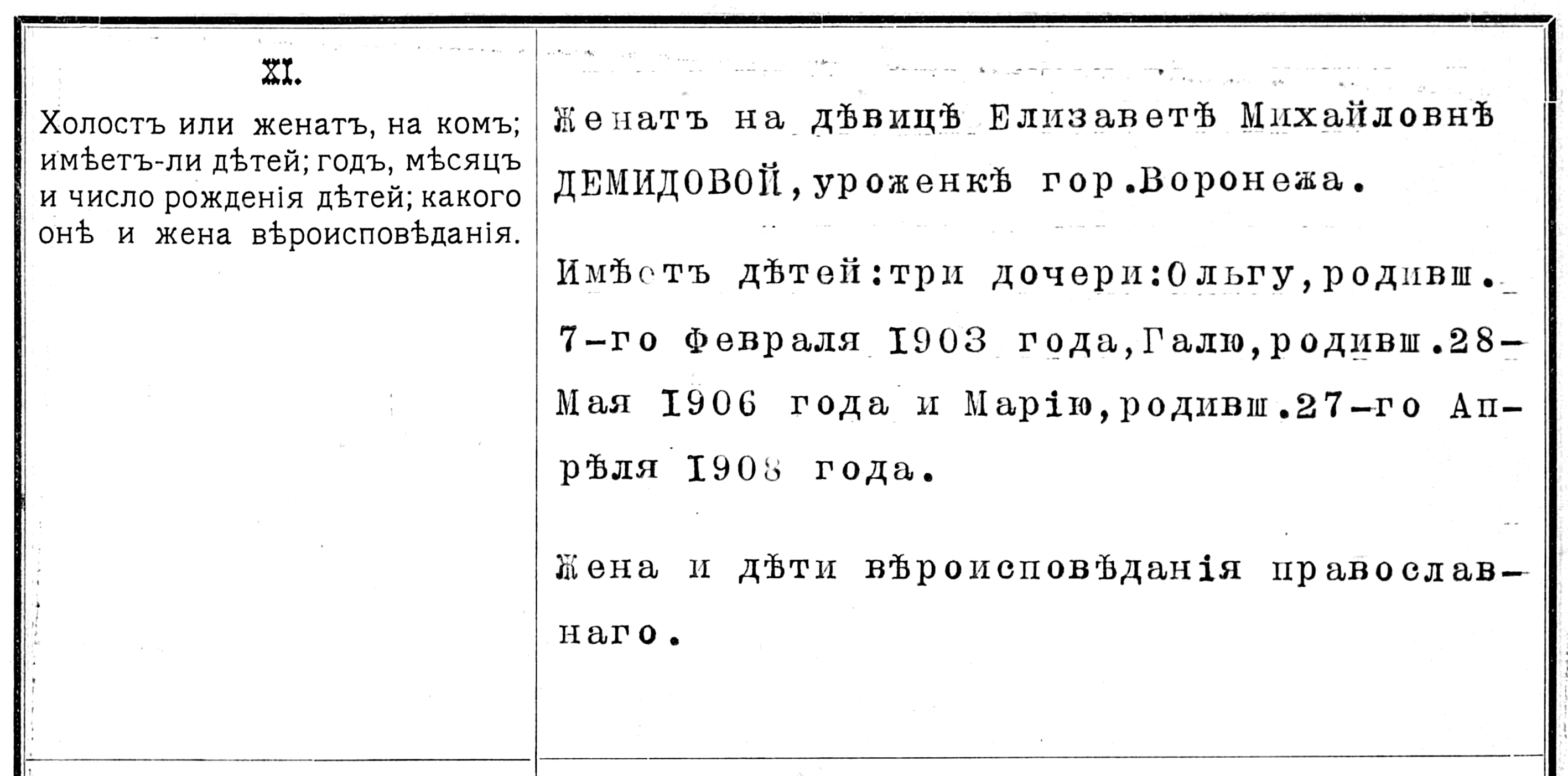
семья в Послужном списке, 1917

- Отец — Турчанинов, Евграф Кондратьевич — военный.
- Мать — Пелагея Герасимовна — проживала в городе Короча.

Жена (с 1903 года) — Елизавета Михайловна (в дев. Демидова), родившаяся в Воронеже, дети:
- Ольга (7 (20) февраля 1903 — 1974 Москва)
- Галина (род. 28 мая (10 июня) 1906)
- Мария (род. 27 апреля (10 мая) 1908)
- Георгий (или Юрий, род. 1915)[уточнить]

С 1929 года не имел сведений о семье.
Вторая жена (с около 1931-1934) — Павла Михайловна (род. 28 января (9 февраля) 1886 в городе Елабуга, Вятская губерния) — аптекарь и фармацевт больницы КВЖД, китайская подданная (в 1918 году прибыла из Благовещенска).

## Награды
- 1907 — Орден Святого Станислава 3-й степени (22.03.1907)[9]
- 1911 — Орден Святой Анны 3-й степени (6.12.1911)[10]
- 1913 — Медаль «В память 300-летия царствования дома Романовых» (17.06.1913).
- 1915 — Орден Святого Станислава 2-й степени[11]
- 1916 — Медаль «За труды по отличному выполнению всеобщей мобилизации 1914». (10.02.1916).
- Орден Святой Анны 2-й степени.

## Чины
Послужной список:
- 1896 — юнкер рядового звания в Александровскоv военное училище
- 1897 — Унтер-офицер (13.09.1897). Старший портупей-юнкер (17.10.1897). Фельдфебель (3.12.1897).
- 1899 — Подпоручик (8.08.1898)
- 1902 — Поручик (6.12.1902)
- 1904 — Штабс-капитан (10.03.1904).
- 1906 — Капитан (3.10.1906)
- 1916 — Подполковник (6.05.1916)